# América (canción de José Luis Perales)
«América» es un sencillo del cantautor español José Luis Perales del álbum América. Fue lanzado en 1991, por la discográfica Sony Music bajo el sello Columbia Records.

## Lista de canciones
| Lado A |           |          |  |
| N.º    | Título    | Duración |  |
| 1.     | «América» |          |  |

## Créditos y personal

### Músicos
- Dirección musical, orquestal y arreglos: Eddy Guerin
- Programación y teclados: Alberto Estebanez
- Guitarras: Juan Cerro
- Líder sección de cuerdas: Orquesta Sinfónica de Londres
- Sección de metal y saxofón: Gary Barnacle

### Personal de grabación y posproducción
- Todas las canciones compuestas por José Luis Perales
- Edición de las letras: Editorial TOM MUSIC S.L.
- Grabación:  España, Madrid; Estudio Eurosonic
- Mezcla: Estudio Eurosonic, Madrid
- Ingeniero de grabación y mezclas: Juan Vinader
- Asistente de grabación y mezclas: Daniel Sánchez
- Compañía discográfica: Sony Music International (bajo el sello Columbia Records), A&R Development,  Nueva York, Estados Unidos
- Director de producción: Tomás Muñoz
- Productor ejecutivo: Tomás Muñoz
- Fotografías: Pablo Pérez-Mínguez
- Diseño gráfico: Tony Luz

### Créditos y personal
- Perales, José Luis (2012). «DISCOGRAFÍA - AMÉRICA». Archivado desde el original el 26 de abril de 2012. Consultado el 15 de enero de 2013.

- Datos: Q16529867